# 波蘭與大規模殺傷性武器

## 化學武器

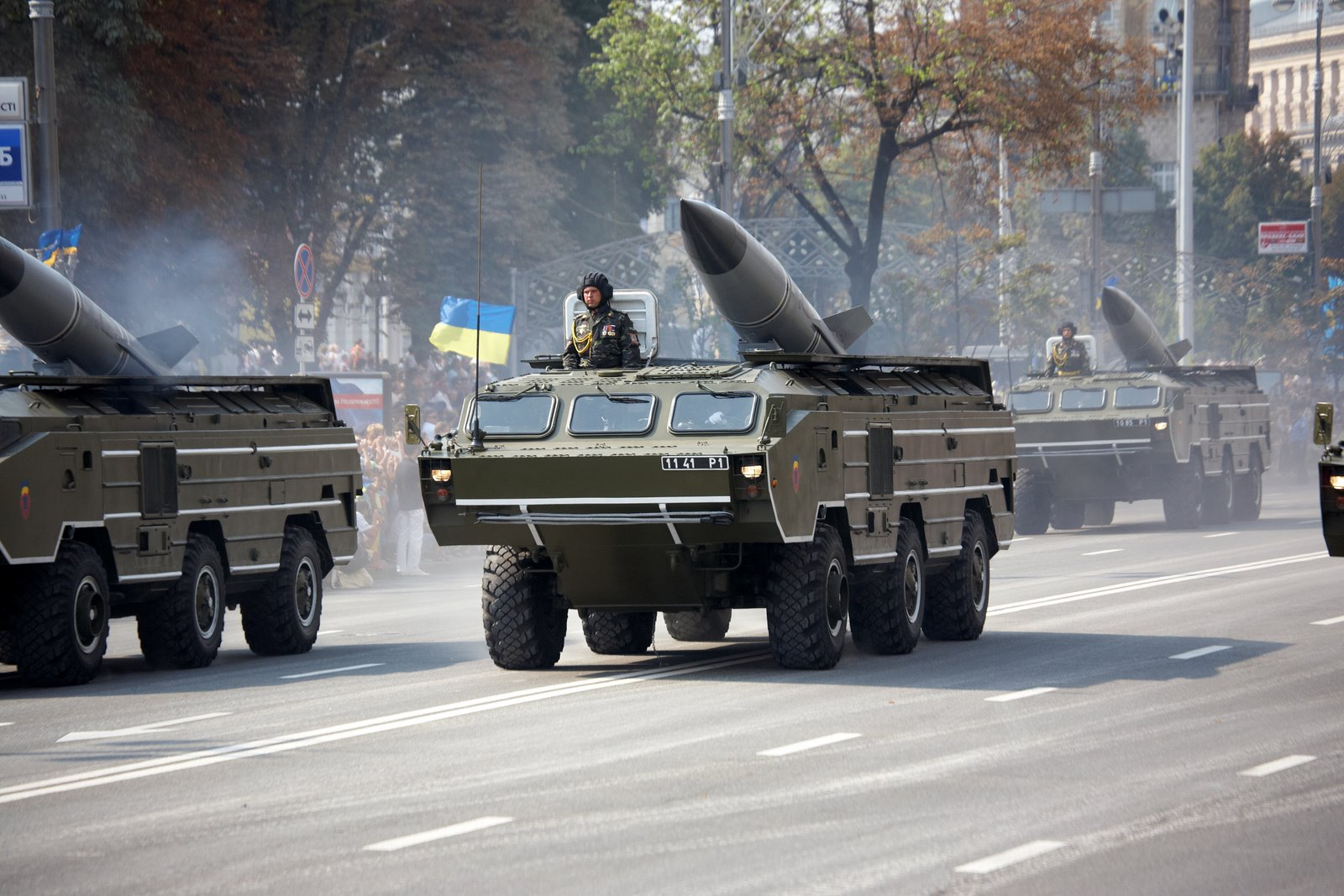
OTR-21導彈

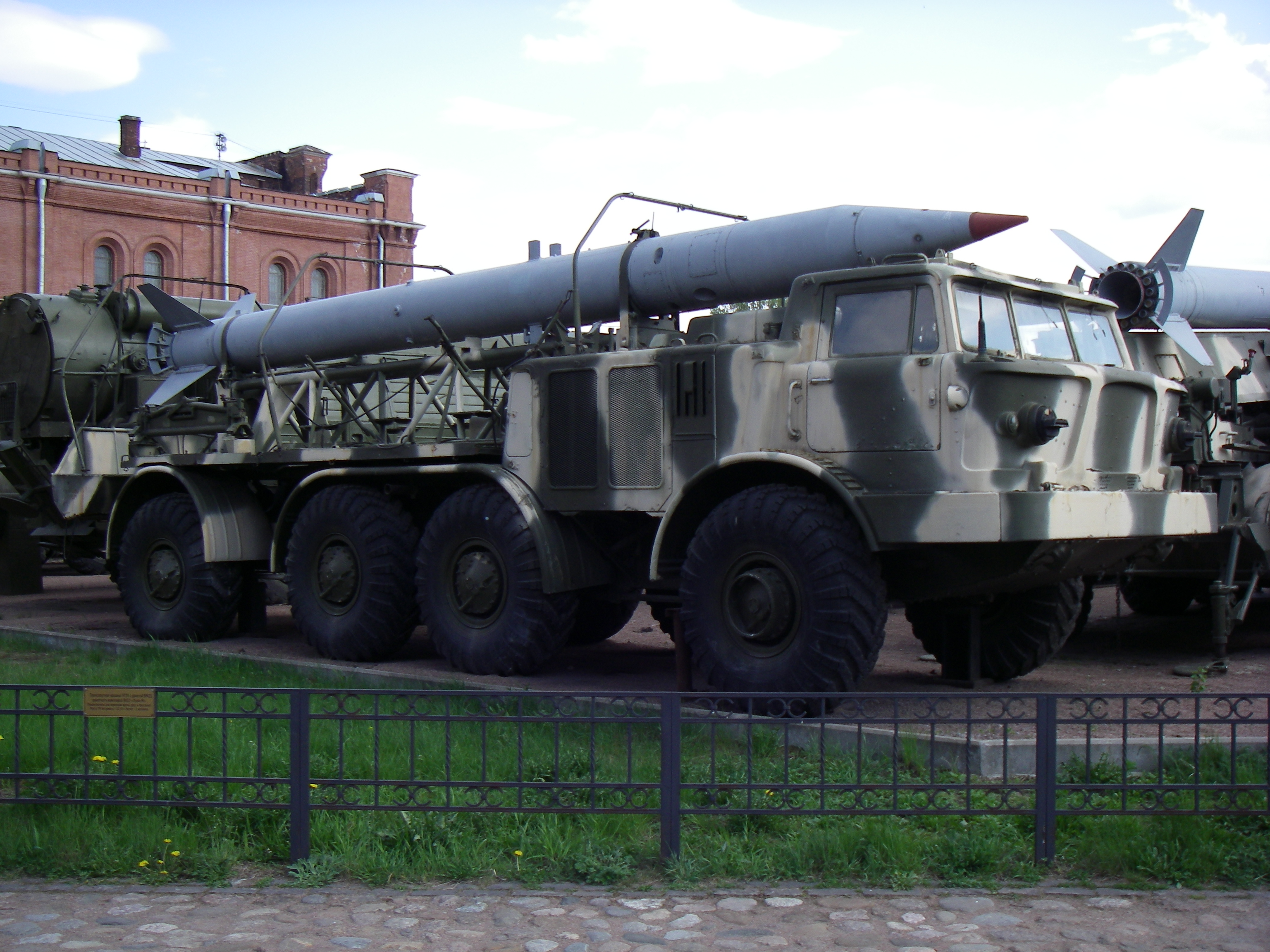
9K52導彈

波蘭的化學武器生產來源於二次世界大戰前，早在戰爭爆發之前波蘭已開發和儲存了大量的芥子氣，但從未在戰鬥中使用。而在冷戰時期蘇聯亦在當地儲存大量化學武器元素包括沙林等，在東歐劇變後，波蘭亦大大減少其武器儲存，並承諾主動減少化學武器元素，现在波兰遵守国际公约宣布不会拥有化学武器，2004年G8峰会时波俄达成协定会帮助消除俄销毁化武库存。

## 核武
波蘭從未公開承認擁有過核武，也沒有調查報告顯示有，但是冷戰時期蘇聯曾經佈署過核武，波蘭的一些武器例如米格29和OTR-21短程飛彈可以裝載核武投射，這些武器和技術至今存在波蘭境內。